# Дифенхидрамин
Дифенхидраминът е вид антихистамин, използван главно за лечение на алергии.  Използва се също при инсомния, при симптоми на настинка, при тремор, причинен от Синдрома на Паркинсон, и при гадене.  Приема се перорално, чрез инжектиране във вена или чрез инжектиране в мускул. Максималният ефект обикновено е около два часа след приема на доза, а ефектите продължават най-много седем часа. 
Често срещани странични ефекти са сънливост, влошена координация и стомашно разстройство.  Не се препоръчва да се приема от новородени и малки деца.  Няма ясен риск от вреда при приемане по време на бременност, но не е препоръчителна употребата му от кърмещи жени.  Дифенхидраминът е първо поколение Н1-антихистамин и действа, блокирайки определени ефекти на хистамина.  Също така е иантихолинергичен. 
Дифенхидраминът е създаден от американския химик Джордж Ривескл. Пуснат е в търговска употреба през 1946 г.  Предлага се като генерично лекарство.  Той се продава под търговското наименование Бенадрил.  През 2016 г. е предписван като лекарство над 2 млн. пъти в САЩ. 

## Приложения в медицината
Дифенхидраминът е антихистамин от първо поколение, използван за лечение на алергични симптоми и сърбеж, обикновена настинка, имсомния, морска болест и екстрапирамидни симптоми.  Дифенхидраминът също има местни анестетични свойства и е бил използван като такъв при хора, алергични към общи местни анестетици като лидокаин. 